# Константинов, Иван Егорович
Иван Егорович Константинов (1919—2006) — майор Советской Армии, участник Великой Отечественной войны, Герой Советского Союза (1944).

## Биография
Родился 25 мая 1919 года в посёлке Любач (ныне — Медвенский район Курской области). После окончания семи классов школы и двух курсов горнопромышленного училища работал в колхозе. В 1938 году был призван на службу в Рабоче-крестьянскую Красную Армию. С июня 1941 года — на фронтах Великой Отечественной войны. К октябрю 1943 года сержант Иван Константинов командовал орудием 627-го артиллерийского полка 180-й стрелковой дивизии 38-й армии Воронежского фронта. Отличился во время битвы за Днепр.
В начале октября 1943 года под массированным вражеским огнём переправился через Днепр на Лютежский плацдарм и принял активное участие в боях за его удержание и расширение.
Указом Президиума Верховного Совета СССР «О присвоении звания Героя Советского Союза генералам, офицерскому, сержантскому и рядовому составу Красной Армии» от 10 января 1944 года за «образцовое выполнение боевых заданий командования на фронте борьбы с немецко-фашистскими захватчиками и проявленные при этом отвагу и геройство» был удостоен высокого звания Героя Советского Союза с вручением ордена Ленина и медали «Золотая Звезда».
В 1944 году окончил Горьковское зенитное артиллерийское училище. Участвовал в Параде Победы, во время которого нёс штандарт Второго Украинского фронта. 
В 1958 году в звании майора он был уволен в запас. Проживал в Курске. Трудился на Курском электроаппаратном заводе.
Скончался в 2006 году. 

## Награды
Был награждён орденами Красного Знамени, Отечественной войны 1-й степени и Красной Звезды, рядом медалей.